# Collégiale Saint-Mexme de Chinon
La collégiale Saint-Mexme de Chinon est une ancienne collégiale située à Chinon dans le département d'Indre-et-Loire, en France classée au titre des monuments historiques par la liste de 1840. C'était le principal édifice religieux de la ville jusqu'à la Révolution.

## Historique
Grégoire de Tours, dans son De la gloire des confesseurs, raconte l'installation au Ve siècle de Mesme ou Maxime (en latin Maximus), dit aussi Mexme ou Maxe, disciple de saint Martin, dans un ermitage troglodytique à Chinon, à l'est du castrum romain qui deviendra le château actuel. Saint Mesme aurait fondé là une première église, qui sert de centre à un petit monastère, transformé en collégiale vers l'an Mil. L'église est alors reconstruite sur un plan basilical, puis agrandie dès 1050 par l'adjonction d'un massif occidental comprenant un narthex encadré de deux tours. Au XIIe siècle, la nef est prolongée vers l'ouest, un transept et un chœur à déambulatoire et chapelles rayonnantes achèvent de transformer la collégiale en vaste édifice de pèlerinage. Un quartier canonial se construit au sud dont certaines maisons, comme dans la rue Hoche, sont toujours présentes.
Après la Révolution, des travaux sont nécessaires pour rendre l'édifice au culte, mais en 1817, l'effondrement du clocher de la croisée du transept entraîne la ruine des parties orientales. Les parties subsistantes, nef et massif occidental, sont alors transformés en école jusqu'en 1980. Démarre ensuite un vaste chantier de restauration accompagné de fouilles qui permettent de mieux connaître l'histoire de l'édifice. La collégiale est aujourd'hui un centre culturel : la nef de l'an Mil abrite à partir de 2002 un petit théâtre en bois, qui accueille des spectacles estivaux, tandis que le massif occidental accueille des expositions temporaires.

## Architecture

### La nef de l'an Mil
Conservée dans sa totalité, la nef de l'an Mil construite en moyen appareil comprend deux niveaux d'élévation : au rez-de-chaussée de grandes arcades en plein cintre, au niveau supérieur des fenêtres hautes également en plein cintre, soulignées par un cordon à billettes.
À l'intérieur, la nef a toujours été charpentée. Elle est aujourd'hui couverte d'une fausse voûte en bois datant du XVIIIe siècle. Pendant la restauration, des peintures murales ont été retrouvées sous les arcs des fenêtres hautes et de certaines arcades.

### Le massif occidental

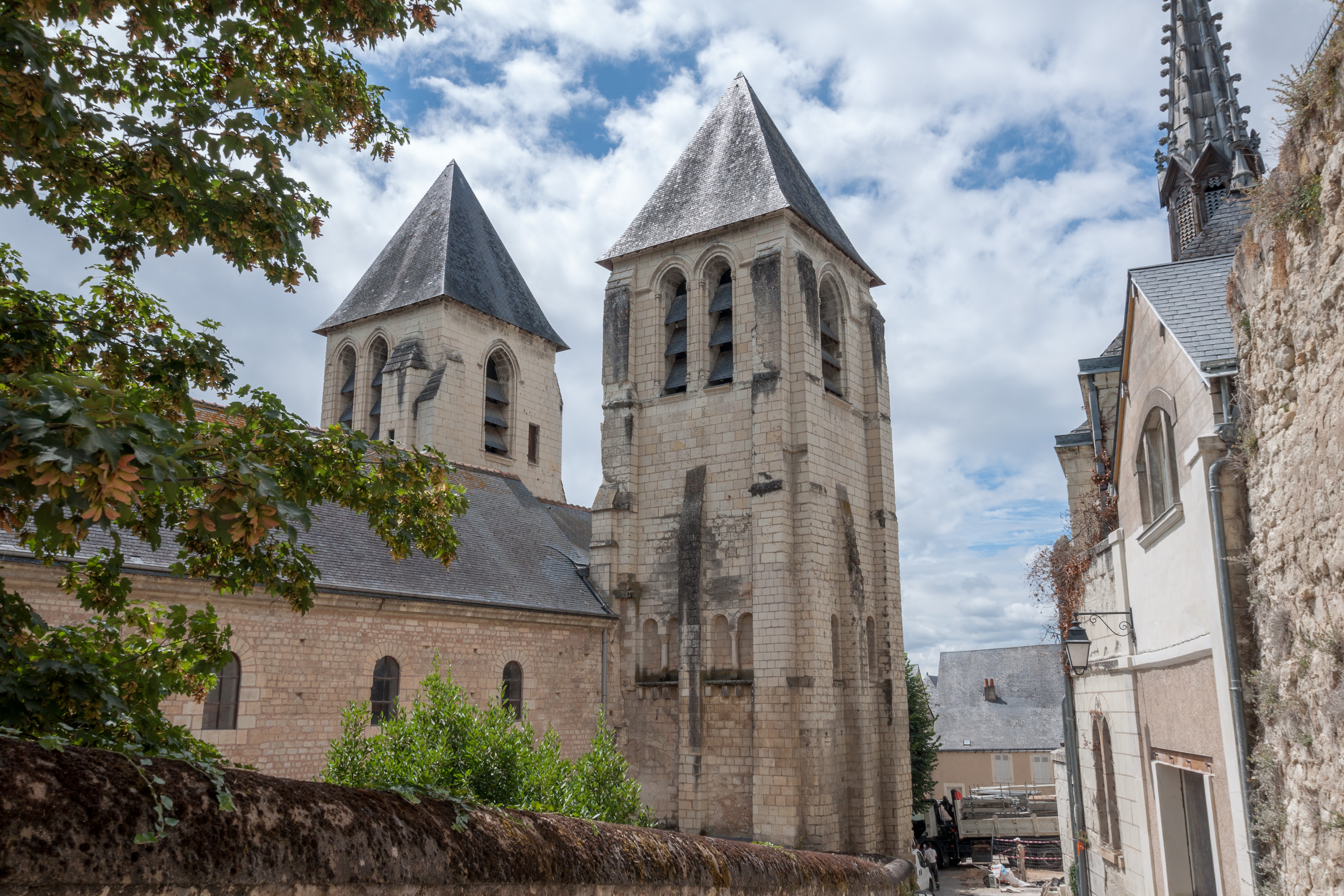
Les tours vues du nord-est.

Le massif occidental semble avoir été rajouté peu de temps après la construction de la nef, autour de 1050. C'est un exemple exceptionnel de façade harmonique en Touraine à cette époque, qui témoigne de l'importance et de la volonté de prestige du chapitre canonial. Il se compose d'une partie centrale à deux niveaux : au rez-de-chaussée, un narthex voûté en plein cintre, animé d'arcatures sur les murs latéraux, et à l'étage une tribune voûtée, clôturée postérieurement vers la nef par un mur mince percé de trois baies.
La tour sud a été entièrement reconstruite au XVe siècle, tandis que la tour nord n'a été que surélevée par un clocher symétrique à la même époque. La tour nord contient aujourd'hui un bel escalier du XVIIIe siècle qui fait communiquer le rez-de-chaussée et le premier niveau.

## Décor

### Peintures

#### XIIesiècle
En 1983, des travaux de maçonnerie liés au chantier de restauration ont permis de retrouver une peinture romane du XIIe siècle dans la chapelle nord. Cette peinture a été déposée et est aujourd'hui exposée à l'église voisine de Saint-Étienne. Il s'agit de la partie haute d'une représentation du Christ en majesté, encadrée par une grecque en arc de cercle.
Au bas de l'escalier XVIIIe siècle dans la tour nord, on aperçoit une représentation d'un saint, sans doute saint Nicolas passant la main à travers un guichet pour déposer une bourse à l'intérieur d'une maison dont le propriétaire réduit à la pauvreté s'apprêtait à livrer ses filles à la prostitution.

#### XIIIesiècle
À l'étage du massif occidental, le mur cloison qui sépare aujourd'hui la tribune de la nef porte un décor s'organisant autour d'une crucifixion inscrite dans un médaillon. À droite et à gauche deux séraphins sont montés sur des roues, probable allusion à la vision d’Ézéchiel (I, 4-27). Dans l'écoinçon gauche un personnage agenouillé est sans doute l'un des donateurs de la peinture. L'arc qui surmonte l'ensemble montre une superposition de décors peints : rinceaux, faux appareil, enfin anges contemporains de la scène centrale.
D'autres peintures du XIIIe siècle sont visibles en haut de la tour nord, mais leur état très lacunaire ne permet pas de proposer une iconographie précise.

#### XIVesiècle
Sous plusieurs arcs de la nef, côté nord, ont été peintes des scènes issues du Nouveau Testament. Sous le premier arc est figuré un Jugement dernier, le Christ juge est assis sur un trône en bas duquel sont représentés deux anges jouant de la trompette. En face on distingue une représentation de l'enfer, très effacée. Sous l'arc suivant une histoire mettant en scène des hommes armés se déploie sur plusieurs registres : il s'agit sans doute d'un massacre des innocents.

#### XVesiècle

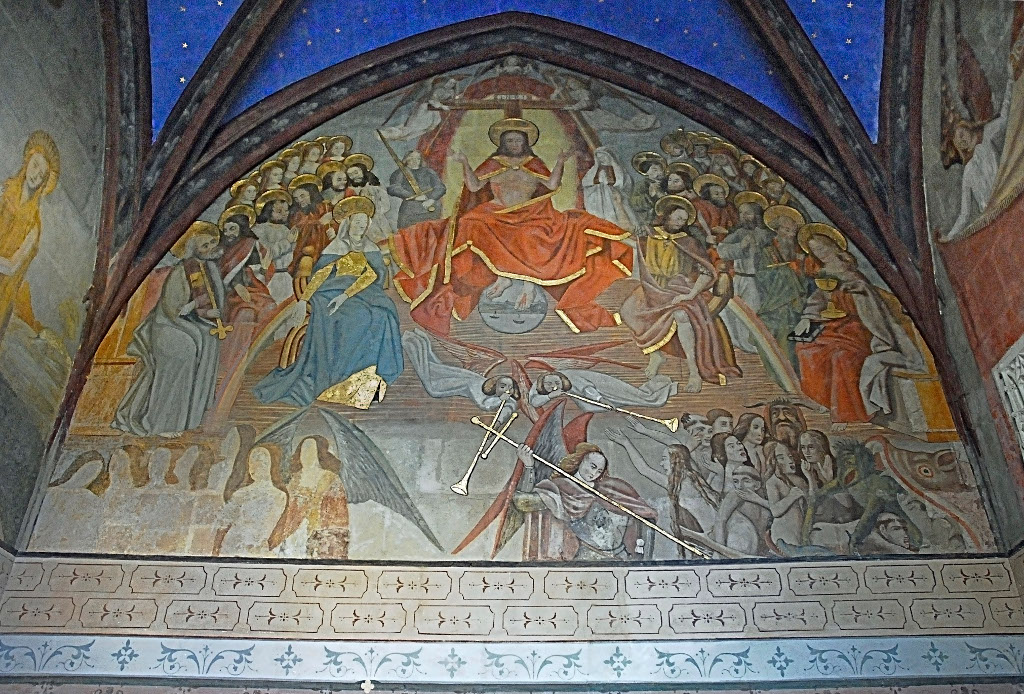
Collégiale Saint-Mexme, jugement dernier du XVe siècle

Au rez-de-chaussée de la tour sud, reconstruite au XVe siècle, on trouve un cycle peint monumental représentant d'une part un Jugement dernier, d'autre part une Fontaine de vie, iconographie rare illustrant la mort du Christ pour la Rédemption du monde. Ces deux fresques ont été restaurées au XIXe siècle par le comte de Galembert, puis à nouveau en 2001 par Brice Moulinier. On voit en outre dans une niche du mur ouest une représentation de Dieu le Père entouré d'anges. Cette peinture non restaurée au XIXe permettent de rapprocher l'ensemble du cycle de l'école active à Tours à la fin du XVe siècle, illustrée notamment par Jean Fouquet.

### Sculptures

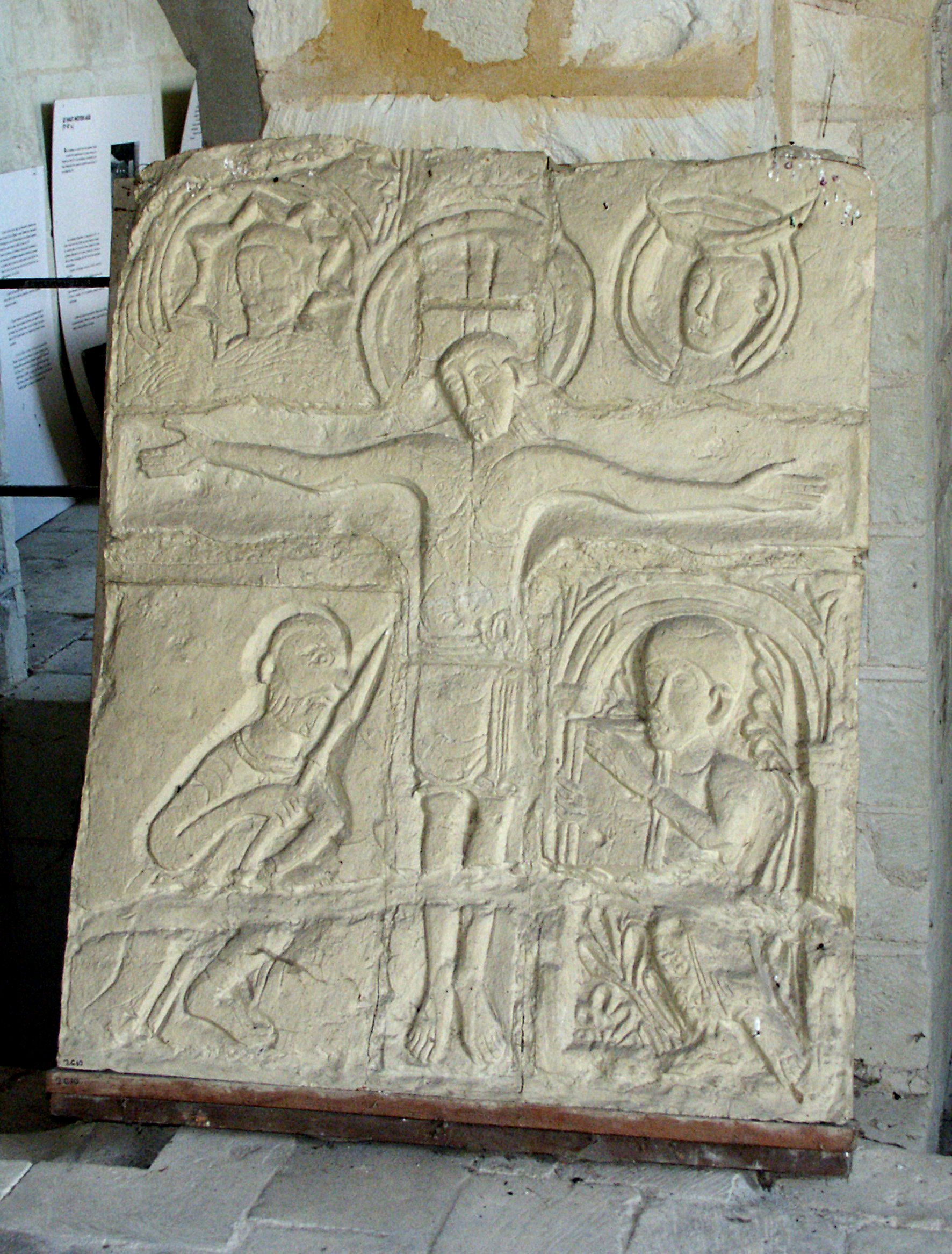
Saint-Mexme crucifixion de l'an Mil.

La façade de 1050 avait reçu un décor complexe de panneaux sculptés, malheureusement ruiné à la Révolution : seuls subsistent les panneaux à motifs végétaux ou géométriques, réalisés en très bas relief. On retrouve le même type de sculptures dans le narthex, dans les arcatures et les chapiteaux conservés. Les claveaux sculptés de la porte qui s'ouvrent au fond du narthex, d'un style très différents, sont postérieurs et généralement datés du XIIe siècle.
Dans la tribune, on aperçoit des fragments de la décoration de la première façade de l'an 1000, sur lequel est venu s'appuyer le massif occidental vers 1050. Ce décor se compose notamment d'un réseau de joints rouge formant des motifs décoratifs (losanges, appareil en arête-de-poisson) et d'une crucifixion qui témoigne des débuts de la sculpture dans l'art roman : la pierre est taillée en cuvette, les détails sont indiqués par de simples ciselures.

### Vitraux
En 2006 ont été créées aux fenêtres du massif occidental quatre verrières abstraites, sur des cartons du peintre Olivier Debré. C'est l'Atelier Vitrail-France au Mans qui a été choisi pour réaliser les vitraux en respectant au mieux les souhaits du peintre, décédé en 1999 : il s'agissait notamment d'avoir des verrières d'un seul tenant, sans réseau métallique venant brouiller la lecture des grandes plages de couleur réalisées en verre antique.

#### Bases de données et dictionnaires
- Ressource relative à la religion :   - Clochers de France
- Ressource relative à l'architecture :   - Mérimée
- Notices d'autorité :   - VIAF
  - LCCN